# Индия на зимних Олимпийских играх 2022
Индия на зимних Олимпийских играх 2022 года была представлена одним спортсменом в горнолыжном спорте. На церемонии открытия Игр право нести национальный флаг было доверено горнолыжнику Арефу Мохд Хану, для которого Игры в Пекине стали первыми по счёту. На церемонии закрытия флаг нёс волонтёр соревнований. По итогам соревнований сборная Индии, принимавшая участие в своих одиннадцатых зимних Олимпийских играх, вновь осталась без медалей.

## Результаты соревнований

### Лыжные виды спорта

#### Горнолыжный спорт
Квалификация спортсменов для участия в Олимпийских играх осуществлялась на основании специального квалификационного рейтинга FIS по состоянию на 16 января 2022 года. При этом НОК для участия в Олимпийских играх мог выбрать только того спортсмена, который вошёл в топ-500 олимпийского рейтинга в своей дисциплине, и при этом имел определённое количество очков, согласно квалификационной таблице. Страны, не имеющие участников в числе 500 сильнейших спортсменов, могли претендовать только на квоты категории B в технических дисциплинах. По итогам квалификационного отбора сборная Индии получила одну олимпийскую лицензию.
Мужчины
| Соревнование      | Спортсмены    | 1 спуск | 1 спуск | 2 спуск | 2 спуск | Всего   | Место | Отставание |
| Соревнование      | Спортсмены    | Время   | Место   | Время   | Место   | Всего   | Место | Отставание |
| ----------------- | ------------- | ------- | ------- | ------- | ------- | ------- | ----- | ---------- |
| слалом            | Ареф Мохд Хан | DNF     | DNF     | —       | —       | —       | —     | —          |
| гигантский слалом | Ареф Мохд Хан | 1:22,35 | 53      | 1:24,89 | 44      | 2:47,24 | 45    | +37,89     |